# 帕尔马坎帕尼亚
帕尔马坎帕尼亚（義大利語：Palma Campania），是意大利那不勒斯省的一个市镇。总面积20平方公里，人口15082人，人口密度754.1人/平方公里（2009年）。ISTAT代码为063052。